# Tratamentul prin tăcere
Tratamentul prin tăcere (în engleză Silent treatment) se referă la refuzul de a comunica verbal sau electronic cu cineva care încearcă să comunice și să obțină un răspuns. Acesta poate varia de la o simplă supărare la un comportament abuziv și posesiv. Este adesea considerat o formă pasiv-agresivă de abuz emoțional, în care nemulțumirea, dezaprobarea și disprețul sunt exprimate prin gesturi nonverbale, menținând în același timp tăcerea verbală. Psihologul clinic Harriet Braiker îl descrie ca pe o formă de pedeapsă manipulativă, iar psihologul social Kipling Williams⁠(d) subliniază că este cea mai comună formă de ostracism.

## Originea termenului
Termenul provine din „tratament” prin tăcere, utilizat în închisori în secolul al XIX-lea. Folosit încă din reformele închisorilor din 1835, tratamentul prin tăcere a fost aplicat ca alternativă la pedeapsa fizică. Se credea că interzicerea vorbirii prizonierilor, referindu-se la ei prin numere în loc de nume și obligându-i să-și acopere fețele, ar încuraja reflecția asupra crimelor lor.

## În relațiile interumane
În relații, tratamentul prin tăcere poate deveni un model greu de întrerupt și rezolvat, iar, dacă este adânc înrădăcinat, relațiile se pot deteriora treptat. Este mai probabil ca indivizii cu stimă de sine scăzută și toleranță redusă la conflict să utilizeze această tactică. Unii indivizi pot refuza să recunoască conflictul și pot folosi tratamentul prin tăcere ca mecanism de control. Cei care aplică tratamentul prin tăcere își pedepsesc victimele prin refuzul de a le vorbi sau de a le recunoaște prezența, comunicând astfel nemulțumirea, furia, supărarea și frustrarea. Aceste sentimente pot provoca reacții maladaptive din partea victimelor sensibile la respingere, ceea ce poate duce la violență sau alte forme de agresiune fizică.
Tăcerea intenționată este un comportament care caută atenția și poate genera răspunsuri dorite, cum ar fi atenția sau un sentiment de putere din crearea incertitudinii pentru victimă. Din păcate, evitarea conflictului prin tratamentul prin tăcere este psihologic epuizant pentru toate părțile implicate și poate duce la deteriorarea ireparabilă a relațiilor romantice și familiale semnificative.

## Ignorarea tactică
Tăcerea și lipsa de răspuns nu sunt doar forme pasiv-agresive de manipulare; ele pot fi folosite și ca instrumente pentru a promova schimbări de comportament. Ignorarea tactică este o strategie în care o persoană nu oferă niciun semn extern de recunoaștere a unui comportament, cum ar fi lipsa contactului vizual, absența răspunsului verbal sau fizic sau recunoașterea că un mesaj a fost citit. Aceasta este un proces activ, deoarece persoana rămâne conștientă de comportamentul individului și monitorizează acțiunile acestuia. Ignorarea tactică este adesea folosită în relațiile părinte-copil și este similară cu tratamentul prin tăcere, deoarece transmite mesajul că comportamentul unei persoane nu va duce la rezultatul dorit. Aceasta poate duce, de asemenea, la reducerea comportamentelor nedorite.
Ignorarea tactică poate face parte dintr-un plan de management al comportamentului atunci când se abordează diverse comportamente provocatoare. Fiind o metodă care implică neacordarea de răspuns unui comportament nedorit, ar trebui să fie completată cu întăriri diferențiate pentru comportamente alternative, așa cum se observă în antrenamentul de comunicare funcțională, o procedură pentru a învăța comportamente de căutare a atenției mai adecvate. Ignorarea planificată poate fi utilizată pentru probleme minore și cu impact scăzut, ajutând la gestionarea comportamentelor care derivă din căutarea atenției și luptele pentru putere, care apar atunci când un copil refuză să se conformeze.